# Nazionale maschile di baseball del Venezuela
La nazionale maschile di baseball venezuelana rappresenta il Venezuela nelle competizioni internazionali, come il campionato mondiale di baseball organizzato dalla International Baseball Federation. Nel suo palmarès vanta tre titoli mondiali e uno ai Giochi Panamericani.

## Piazzamenti

### Olimpiadi
Mai qualificata

### World Baseball Classic
- 2006 : eliminata nella seconda fase[1]
- 2009 : 3º[1]
- 2013 : eliminata nella prima fase[1]
- 2017 : eliminata nella seconda fase[1]

### Campionato mondiale di baseball
- 1939 : non qualificata
- 1940 : 4º
- 1941 :  Campione
- 1942 :  3º
- 1943 : non qualificata
- 1944 :  Campione
- 1945 :  Campione
- 1947 : 5º
- 1948 : non qualificata
- 1950 :  3º
- 1951 :  2º
- 1952 : 6º
- 1953 :  2º
- 1961 :  3º
- 1965 : non qualificata

- 1969 : 4º
- 1970 : 6º
- 1971 : non qualificata
- 1972 : non qualificata
- 1973 :  3º
- 1974 : non qualificata
- 1976 : non qualificata
- 1978 : non qualificata
- 1980 : 7º
- 1982 : non qualificata
- 1984 : 9º
- 1986 : 7º
- 1988 : non qualificata
- 1990 : 12º

- 1994 : non qualificata
- 1998 : non qualificata
- 2001 : non qualificata
- 2003 : non qualificata
- 2005 : non qualificata
- 2007 : 11º
- 2009 : 7º
- 2011 : 7º

### Giochi panamericani
- 1955 :  3º
- 1959 :  Campione
- 1975 :  3º

### Coppa Intercontinentale
- 1973: non qualificata
- 1975: non qualificata
- 1977: 9º
- 1979: non qualificata
- 1981: non qualificata
- 1983: non qualificata

- 1985: non qualificata
- 1987: non qualificata
- 1989: non qualificata
- 1991: non qualificata
- 1993: non qualificata
- 1995: non qualificata

- 1997: non qualificata
- 1999: non qualificata
- 2002: non qualificata
- 2006: 6º
- 2010: non qualificata